# نقاهت
نقاهت بازیابی تدریجی سلامت و نیروی شخص پس از بیماری یا آسیب است. واژهٔ «نقاهت» را ضعف پس از بیماری نیز معنا کرده‌اند. در بیماری‌های عفونی، اصطلاح نقاهت به سطوح ثانویه و بعدی عفونت و بیماری عفونی اشاره می‌کند؛ زمانی که بیمار وضعیت سلامتی را بازیابی کرده و به وضع عادی بازمی‌گردد؛ اما حتی با وجود آن که احساس می‌کند بهتر است، هنوز می‌تواند منبع انتقال بیماری باشد. در معنی مربوط به عفونت و بیماری‌های عفونی، اصطلاح «بازیابی» می‌تواند هم‌معنی «نقاهت» باشد که گاه ممکن است شامل مراقبت از بیمار پس از یک عمل جراحی عمده باشد که شامل ملاقات منظم پزشک و معاینات و آزمایش‌های منظم است. امکانات مراقبت‌های «بازیابی» و «نقاهت» که در انگلیسی به آن‌ها "Convalescent Care Facilities" (ترجمه: امکانات مراقبت نقاهت) گفته می‌شود ممکن است با علامت اختصاری (مخفف) "CCF" شناخته شوند.
دورهٔ فرایند نقاهت پس از بیماری‌ها، آسیب‌ها و اعمال جراحی گوناگون، مختلف و متفاوت خواهد بود و اعمالی که باید برای کمک به بهبودی انجام شوند نیز، بسته به مورد، متفاوتند. باور پزشکان بر این است که تغذیهٔ خوب و مناسب برای کوتاه کردن زمان بازگشت به وضع عادی، عاملی مؤثر است. مصرف مواد دارای پروتئین مانند تخم مرغ، ماهی و گوشت به صورت کباب، به میزان لازم و همچنین مصرف میوه و سبزیجات از موارد تغذیه‌ای توصیه‌شده در دوران نقاهت هستند.